# Luca Ronconi
Luca Ronconi   (Sussa, 8 de març de 1933 - Milà, 21 de febrer de 2015) va ser un actor, director teatral i director d'òpera italià.

## Biografia
Ronconi va néixer a Sussa, Tunísia. Passa l'infantesa i l'adolescència a Tunísia, on la seva mare era professora d'escola, i ja a Itàlia es va graduar a l'Acadèmia d'Art Dramàtic de Roma el 1953. Va actuar en produccions de Luigi Squarzina, Orazio Costa, Michelangelo Antonioni i altres. El 1963 va dirigir la seva primera obra, La buona moglie, i a partir d'aleshores va treballar gairebé exclusivament com a director teatral. El seu primer gran èxit va ser amb Orlando furioso, que va portar de gira als EUA el 1970.
Ronconi és considerat com un dels directors teatrals més influents d'Europa. Va treballar per a companyies de prestigi, com el Burgtheater de Viena (Les bacants, d'Eurípides, 1973; Els ocells, d'Aristòfanes, 1975; Orestíada, d'Èsquil, 1976), l'Òpera Estatal de Viena (Il viaggio a Reims de Rossini, 1988), el Festival Rossini de Pesaro i el Festival de Salzburg (Die Riesen vom Berge (Els gegants de la muntanya), de Luigi Pirandello, 1994; Don Giovanni, de Mozart, 1999).
Ha dirigit nombrosos muntatges operístics al Teatro alla Scala, a partir de 1974: Die Walküre, Siegfried, Wozzeck (dirigida per Claudio Abbado), Don Carlos, Donnerstag aus Licht, Les Troyens (amb Dunja Vejzovic com a Didon), Ernani (amb Plácido Domingo, dirigida per Riccardo Muti), Samstag aus Licht, L'Orfeo (de Luigi Rossi), Il viaggio a Reims, Aïda (amb Maria Chiara), Fetonte, El conte del tsar Saltan, Guillaume Tell, Oberon, Lodoïska, Elektra (amb Alan Titus com Orest), La damnation de Faust (amb Jerry Hadley), Tosca, Ariadne auf Naxos, Moïse et pharaon, Europa riconosciuta, Il trittico i El cas Makropoulos .
Ronconi va dirigir el Teatro Stabile di Torino del 1989 al 1994, on va muntar una ambiciosa producció de Els últims dies de la humanitat, de Karl Kraus amb més de seixanta actors en escena, representada al Lingotto (1991).
Ronconi va col·laborar amb altres importants directos d'escena, com Pier Luigi Pizzi (Les bacants, Die Walküre, Siegfried), Luciano Damiani (Els ocells, Orestíada, Don Carlos), i Ezio Frigerio (Les Troyens). També va tenir la col·laboració de l'arquitecte Gae Aulenti per dissenyar algunes de les seves produccions (Il viaggio a Reims). El dissenyador de moda Karl Lagerfeld va crear el vestuari d'algunes de les posades en escena de Ronconi (Les Troyens). Al Teatre Lliure de Barcelona, l'any 1988, Luca Ronconi va dirigir la posada en escena de La serva amorosa, de Goldoni.
Les seves produccions operístiques també inclouen Carmen (amb Mignon Dunn i Franco Corelli, 1970), Das Rheingold (1979), Nabucco (1977), Il trovatore (1977), Norma (amb Renata Scotto, 1978), <i id="mwkA">Macbeth</i> (1980), La traviata (1982), L'Orfeo (1985 i 1998), Don Giovanni (1990 i 1999), The Turn of the Screw (1995), Il ritorno d'Ulisse in patria (1998), Lohengrin (1999), L'incoronazione di Poppea (2000), i Intolleranza (2011).

L'any 1998 va rebre el Premi Europe de Teatre.
Ronconi va morir a Milà el 21 de febrer de 2015, als 81 anys.

## Videografia parcial
- Verdi: Ernani (Freni, Domingo, Bruson; Muti, 1982) [en directe]
- Verdi: Aïda (Chiara, Dimitrova, Pavarotti; Maazel, 1985) [en directe]
- Verdi: Macbeth (Zampieri, Bruson, Morris; Sinopoli, 1987) [en directe]
- Rossini: Guillaume Tell (Studer, Merritt, Zancanaro; Muti, 1988) [en directe]
- Puccini: Tosca (Guleghina, Licitra, Nucci; Muti, 2000) [en directe]
- Rossini: Moïse et pharaon (Frittoli, Ganassi, Filianoti, Schrott, Abdrazakov; Muti, 2003) [en directe]
- Salieri: Europa riconosciuta (Damrau; Muti, 2004) [en directe]
- Puccini: Il trittico (Frittoli, Marrocu, Machaidze, Lipovšek, M.Dvorsky, Nucci; R.Chailly, 2008) [en directe]